# パラリンピックシンボル

2019年から使用されているパラリンピックロゴ

パラリンピックシンボルは、国際パラリンピック委員会（IPC）のマーク・旗・シンボルのことであり、パラリンピックムーブメントの象徴である。

## モットー
2003年のIPC総会において、パラリンピックのモットーは「Spirit in Motion（スピリット・イン・モーション）」と定められている。

## パラリンピックの価値
IPCは、パラリンピアンたちに秘められた力こそが、パラリンピックの象徴であるとし、「勇気（Courage）」「強い意志（Determination）」「インスピレーション（Inspiration）」「公平（Equality）」の4つの価値を重視している。

## パラリンピックロゴ
1988年ソウルパラリンピックで初めてお披露目され、当時はオリンピックカラーである青・黄・黒・緑・赤の五色の太極を表した。1994年リレハンメルパラリンピックからは人間の最も大切な3つの構成要素である『心（スピリット）・肉体（ボディ）・魂（マインド）』の赤・青・緑の三色 に変更した。2004年アテネパラリンピック閉会式で3代目のロゴに変更。この3本の線は「スリー・アギトス」と呼ばれる。「アギト（agitō）」とはラテン語で「私は動く」という意味である。
同時に、「パラリンピック選手が卓越した競技者の域に到達し、世界中を興奮・鼓舞させることができるように」というIPCのビジョンを象徴しており、地球を表現したロゴ全体の丸い形状は、パラリンピックムーブメントが全世界に渡っていることを表している。
2019年10月20日にはIPC創立30周年に際し、ロゴのデザインを若干変更した4代目のロゴを発表。2022年北京大会以降のエンブレムに用いられている。なお、2020年東京大会では、エンブレムや大会ルック においては3代目のロゴが用いられたが、パラリンピック旗や放送においては4代目のロゴが用いられた。

1988年 − 1994年
1994年 − 2004年
2004年 - 2019年
2019年以降

## パラリンピック賛歌
1996年に行われたIPC総会で、ティエリ・ダルニスが作曲した『未来への賛歌』（仏: Hymn de l’Avenir）で、同年のアトランタパラリンピックから大会旗掲揚・降下の際に演奏されている。2001年にはグレアム・コナーズによる歌詞がつけられた。

### 国旗・国歌の代用としての使用
個人資格での参加など、相当する国旗や国歌が存在しない場合、または使用できない場合などはオリンピックにおけるオリンピックシンボルと同様に国旗や国歌の代わりとして使用される。
| 対象大会                            | 該当国             | 選手団名               | 備考                                           |
| ----------------------------------- | ------------------ | ---------------------- | ---------------------------------------------- |
| 1992 アルベールビル 1992 バルセロナ | 旧ソビエト連邦     | EUN                    | 新独立国のパラリンピック委員会が未承認のため。 |
| 1992 バルセロナ                     | ユーゴスラビア     | 独立参加選手団         | ユーゴスラビア紛争への制裁。                   |
| 2000 シドニー                       | 東ティモール       | 個人参加選手団         | 独立前でパラリンピック委員会未設立のため。     |
| 2016 リオデジャネイロ               | 難民選手団         | 難民選手団             | 中東からの難民による選手団。                   |
| 2018 平昌                           | ロシア             | 中立パラリンピック選手 | ドーピング問題での制裁。                       |
| 2020 東京                           | 難民選手団         | 難民選手団             | 中東とアフリカからの難民による選手団。         |
| 2024 パリ                           | ロシア・ベラルーシ | 中立パラリンピック選手 | ロシア連邦軍によるウクライナ侵攻への制裁。     |

## 聖火
パラリンピック聖火はオリンピックとは異なり、発祥の地であるイギリスのストーク・マンデビル病院と開催国の各地で採火され、一ヶ所にまとめられた後、開会式で点火される。

### 歴代パラリンピック聖火点火者の一覧
| 開催年 | 開催地             | 点火者                  | 競技                                 | 備考 | 出典 |
| ------ | ------------------ | ----------------------- | ------------------------------------ | --- | ---- |
| 1992夏 | バルセロナ         | アントニオ・レボロ      | アーチェリー                         | オリンピックに引き続き、パラリンピックでも火矢を用いて点火を行った。オリンピックとパラリンピックの聖火点火者が同じなのは、彼が唯一である。                                                     |      |
| 1994冬 | リレハンメル       | Helge Bjørnstad         | 水泳・パラアイスホッケー             | 1992年バルセロナパラリンピック・1996年アトランタパラリンピック金メダリスト（水泳）、1998年長野パラリンピック金メダリスト（パラアイスホッケー）                                                 |      |
| 1996夏 | アトランタ         | Mark Wellman            | 非アスリート                         | 下半身不随の登山家 |      |
| 1998冬 | 長野               | 丸山直也                | パラアルペンスキー                   | |      |
| 2000夏 | シドニー           | ルイーズ・サバージュ    | 陸上競技                             | 1992年バルセロナパラリンピック・1996年アトランタパラリンピック金メダリスト |      |
| 2002冬 | ソルトレイクシティ | クリス・ワデル          | スキー                               | 1994年リレハンメルパラリンピック・1998年長野パラリンピック金メダリスト |      |
| 2002冬 | ソルトレイクシティ | メアリアナ・デイヴィス  | パラアルペンスキー・パラサイクリング | 2002年ソルトレークシティ銀メダリスト（スキー）・2012年ロンドンパラリンピック金メダリスト（自転車）                                                                                             |      |
| 2004夏 | アテネ             | ヨルゴス・トプツィス    |                                      | |      |
| 2006冬 | トリノ             | Silvia Battaglio        |                                      | |      |
| 2006冬 | トリノ             | Silvia Battaglio        | パラスヌーカー・水泳・卓球           | 1960年ローマパラリンピック金メダリスト（卓球） |      |
| 2008夏 | 北京               | 侯斌                    | 陸上競技                             | 1996年アトランタパラリンピック・2000年シドニーパラリンピック・2004年アテネパラリンピック金メダリスト（走り高跳び）。車いすに乗ったまま腕力のみでロープを登り、聖火台へと火をつけた。           |      |
| 2010冬 | バンクーバー       | ザック・ボーモン        |                                      | |      |
| 2012夏 | ロンドン           | マーガレット・モーハン  | アーチェリー・水泳・ローンボウルズ   | 1960年ローマパラリンピック金メダリスト（アーチェリー・水泳）・1972年ハイデルベルクパラリンピック金メダリスト（車いすアーチェリー）・1980年アーネムパラリンピック金メダリスト（ローンボウルズ） |      |
| 2014冬 | ソチ               | Sergey Shilov           | 自転車                               | プロの自転車ロードレーサーだが、オリンピックには出場していない。 |      |
| 2014冬 | ソチ               | Olesya Vladykina        | 水泳                                 | 2008年北京パラリンピック金メダリスト |      |
| 2016夏 | リオデジャネイロ   | クロドアルド・シルバ    | 水泳                                 | 2004年アテネパラリンピック金メダリスト。雨の中途中転んでトーチを落とすも、無事点火した。 |      |
| 2018冬 | 平昌               | 徐順錫                  | 車いすカーリング                     | |      |
| 2018冬 | 平昌               | 金恩貞                  | カーリング                           | 2018年平昌オリンピック銀メダリスト |      |
| 2020夏 | 東京               | 上地結衣 (スタジアム)   | 車いすテニス                         | 2020年東京パラリンピック銀メダリスト |      |
| 2020夏 | 東京               | 内田峻介 (スタジアム)   | ボッチャ                             | |      |
| 2020夏 | 東京               | 森崎可林 (スタジアム)   | パワーリフティング                   | |      |
| 2020夏 | 東京               | 多川知希 (屋外)         | 陸上                                 | 2016年リオデジャネイロパラリンピック銅メダリスト |      |
| 2022冬 | 北京               | 李端                    | 陸上                                 | 2004年アテネパラリンピック・2008年北京パラリンピック金メダリスト |      |
| 2024夏 | パリ               | Alexis Hanquinquant     |                                      | |      |
| 2024夏 | パリ               | Nantenin Keïta          |                                      | |      |
| 2024夏 | パリ               | Charles-Antoine Kouakou |                                      | |      |
| 2024夏 | パリ               | Fabien Lamirault        |                                      | |      |
| 2024夏 | パリ               | Élodie Lorandi          |                                      | |      |

## パラリンピック宣誓
パラリンピック宣誓はオリンピック宣誓同様、参加アスリートらの代表が誓う宣誓であり、現在は、アスリート代表、審判代表、コーチ代表による宣誓が行われる。アスリート代表の宣誓は1960年のローマ大会から、審判代表の宣誓は1972年のハイデルベルク大会から、コーチ代表の宣誓は2012年のロンドン大会から行われている。

## 大会エンブレム
各大会では、独自のパラリンピックエンブレムを開催都市が作成し、IPCが承認する。エンブレムは大会関係資料、スポンサー、競技者のユニフォーム等に使用される。

## 大会マスコット

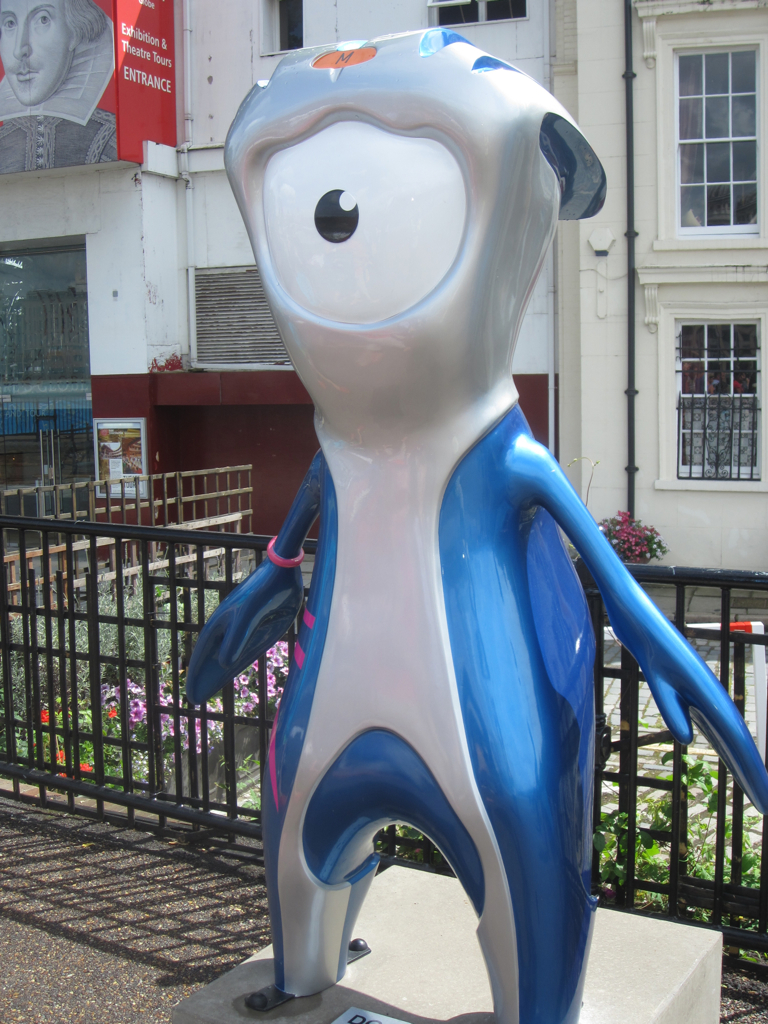
2012年ロンドン大会のマンデヴィル。名前はパラリンピックの前身となったストーク・マンデヴィル競技大会発祥の地であるストーク・マンデヴィル病院に由来する。

| 年   | 開催都市         | 名前                                  | 特徴                                       | 備考                                                                                             |
| ---- | ---------------- | ------------------------------------- | ------------------------------------------ | ------------------------------------------------------------------------------------------------ |
| 1980 | アーネム         |                                       | 2匹のリス                                  | 最初のパラリンピック・マスコット。オランダの放送局AVROが開催したコンペティションにて制作された。 |
| 1984 | ニューヨーク     | Dan D. Lion（ダン・ディー・ライオン） | ライオン                                   | ストーク・マンデヴィルで開催された大会には公式マスコットはいなかった。                           |
| 1988 | ソウル           | Gomdoori/곰돌이（コムドリ）           | ツキノワグマの双子                         |                                                                                                  |
| 1992 | バルセロナ       | Petra（ペトラ）                       | キュービズムの少女                         |                                                                                                  |
| 1996 | アトランタ       | Blaze（ブレーズ）                     | 不死鳥                                     |                                                                                                  |
| 2000 | シドニー         | Lizzie（リジー）                      | エリマキトカゲ                             |                                                                                                  |
| 2004 | アテネ           | Proteas（プロテアス）                 | タツノオトシゴ                             |                                                                                                  |
| 2008 | 北京             | FuNiu Lele/福牛乐乐（フーニウララ）   | 牛                                         |                                                                                                  |
| 2012 | ロンドン         | Mandeville（マンデヴィル）            | 鋼のしずく                                 |                                                                                                  |
| 2016 | リオデジャネイロ | Tom（トム）                           | 植物                                       |                                                                                                  |
| 2020 | 東京             | Someity（ソメイティ）                 | 桜の触角と超能力を持つクールなキャラクター |                                                                                                  |
| 2024 | パリ             | パラリンピック・フリージュ            | フリージュ                                 |                                                                                                  |
| 2028 | ロサンゼルス     | 2026年に発表予定                      | 未定                                       |                                                                                                  |
| 2032 | ブリスベン       | 未定                                  | 未定                                       |                                                                                                  |

| 年   | 開催都市                        | 名前                                                          | 特徴                                                           | 備考 |
| ---- | ------------------------------- | ------------------------------------------------------------- | -------------------------------------------------------------- | --- |
| 1992 | アルベールビル                  | Alpy（アルピー）                                              | グランドモット（山）                                           | |
| 1994 | リレハンメル                    | Sondre（ソンドレ）                                            | 片足のトロール                                                 | |
| 1998 | 長野                            | Parabbit（パラビット）                                        | 白いウサギ                                                     | |
| 2002 | ソルトレーク                    | Otto（オット）                                                | カワウソ                                                       | |
| 2006 | トリノ                          | Aster（アステル）                                             | 雪片                                                           | |
| 2010 | バンクーバー                    | Sumi（スーミ）                                                | 動物の守護霊（シャチ・サンダーバード・クマ等をモチーフとする） | 他に五輪・パラリンピックマスコットの非公式の「友達」としてMukmuk（ムクムク）というバンクーバーアイランドマーモットのキャラクターがいる。 |
| 2014 | ソチ                            | Ray of Light, Snowflake（レイ・オブ・ライト、スノーフレーク） | 光線の男子、雪片の少女                                         | |
| 2018 | 平昌                            | Bandabi/반다비（バンダビ）                                    | ツキノワグマ                                                   | |
| 2022 | 北京                            | Shuey Rhon Rhon/雪容融 （シュエロンロン）                     | 提灯                                                           | |
| 2026 | ミラノ/コルティナ・ダンペッツォ | 2024年に発表予定                                              | 未定                                                           | |

## パラリンピックオーダー
パラリンピックオーダーは、パラリンピックムーブメントに関わる人が得ることのできる最高の栄誉であるとされており、パラリンピックの理想を行動で示した人、パラリンピックスポーツで顕著な進歩を遂げた人、パラリンピックのために優れた貢献をした人を称えるために贈られる賞とされる。